# Anthony Gordon
Anthony Michael Gordon (ur. 24 lutego 2001 w Liverpoolu) – angielski piłkarz występujący na pozycji napastnika w angielskim klubie Newcastle United oraz w reprezentacji Anglii do lat 20. W trakcie swojej kariery grał także w Preston North End.
23 marca 2024 zadebiutował w dorosłej kadrze w przegranym 0:1 meczu z Brazylią.